# Seredpillea, Hlobîne
Seredpillea (în ucraineană Середпілля) este un sat în așezarea urbană Hradîzk din raionul Hlobîne, regiunea Poltava, Ucraina.

## Demografie
Componența lingvistică a localității Seredpillea
     Ucraineană (94,12%)
     Rusă (4,28%)
     Alte limbi (0,53%)
Conform recensământului din 2001, majoritatea populației localității Seredpillea era vorbitoare de ucraineană (94,12%), existând în minoritate și vorbitori de rusă (4,28%).